# 야스마-아닷
야스마-아닷은 아모리트왕 샴시-아닷 1세의 아들이었다. 그는 부왕이 마리의 군사공격 성공후 마리왕이 되었다.
기원전 1775년 샴시아닷 1세의 사후 그는 짐리림에 의해 왕국을 잃고 살해될 때까지 약간 동안 다스렸다. 그의 형제 이쉬메-다간 1세는 같은 시기 도시국가 에칼라툼을 다스렸다. 삼부자의 서신이 마리에서 발굴되었는데 이 가족의 흥미로운 역동적인 면모를 보인다.

## 같이 보기
- 아시리아
- 근동의 고대사 연대학